# ستلسر
سَتَلسر، روستایی از توابع بخش مرکزی شهرستان لاهیجان در استان گیلان ایران است. سَتَل به معنی جای پست و آبگیر می‌باشد، چون دور تا دور این روستا را کوه احاطه نموده و روستا در دامنه چند کوه واقع است، سر هم یک پسوند گیلکی است که اشاره به مکان دارد مانند پردسر که یکی از محلات اصلی لاهیجان است و پرد به معنی پل می‌باشد چون این محله در کنار رود و پل خشتی لاهیجان واقع است. متاسفانه نام این روستا به شکل غلط و بی‌معنی "سطلسر" نگارش می‌شود. داستانی که بعضی از کهن‌سالان در مورد وجه تسمیه این روستا می‌گویند این است که در گذشته یک "سل" (استخر طبیعی) در این محدوده وجود داشته و یک نوعروس به دلیلی داخل این سل غرق شده‌است و از آن زمان به بعد این روستا به نام "سَل‌سَر" شهرت یافته‌است.
شغل اصلی مردم این روستا کشت چای است و دامداری، پرورش کرم ابریشم و باغداری (غالبا پرتقال و جزئا کیوی و گردو) از دیگر فعالیت‌های مردم این خطه می‌باشد.
این روستا دو مدرسه را در خود جای داده و بر سر راه مواصلاتی لاهیجان به قله اَته‌کو (عطاکوه) و شهر اطاقور قرار گرفته‌است.

## جمعیت
این روستا در دهستان لیل قرار دارد و براساس سرشماری مرکز آمار ایران در سال ۱۳۸۵، جمعیت آن ۱٬۰۲۰ نفر (۳۰۷خانوار) بوده‌است.